# Tadeusz Łubieński (1872–1942)
Tadeusz Łubieński herbu Pomian (ur. 30 listopada 1872, zm. 12 sierpnia 1942) – działacz katolicki, publicysta, podpułkownik Wojska Polskiego, hrabia, właściciel wsi Zassów. Z jego inicjatywy powstał Związek Zawodowy Rolników i Spółdzielnia Rolniczo–Handlowa.

## Życiorys
Był synem Elżbiety z Dzierżykraj-Morawskich i Witolda Józefa Łubieńskich, brat Zofii. Był zawodowym oficerem armii austriackiej. Po odzyskaniu niepodległości już jako podpułkownik Wojska Polskiego i dowódca samodzielnego batalionu 16 pułku piechoty brał udział w wojnie polsko-bolszewickiej. Za dowodzenie i męstwo w walce został 2-krotnie odznaczony Krzyżem Walecznych. Po odejściu do rezerwy zajął się gospodarstwem, publicystyką i działalnością charytatywną. Odziedziczony po rodzicach majątek w Zassowie  przekształcił w nowoczesne zakłady ogrodnicze wraz ze szkółką.
W 1896 ożenił się z Marią Chościak-Popiel, para doczekała się pięciu synów: oficera WP odznaczonego Srebrnym Krzyżem Orderu Virtuti Militari, poległego w sierpniu 1920 Witolda, ziemianina Tadeusza Ignacego (1899-1961), dziennikarza Henryka Ignacego, ziemianina Alfreda, prawnika, posła na sejm Konstantego oraz córki Marii historyka sztuki, dyrektora muzeum we Wrocławiu, Elżbiety.
W swoich publikacjach „List otwarty do polskiego chłopa” opublikowany w Krakowie w 1919 wzywał szlachtę, aby dzieliła się z chłopami ziemią.